# Deadline (Filmzeitschrift)
Deadline (Eigenschreibweise: deadline Magazin) ist ein saarländisches Filmmagazin, das am 24. Januar 2007 aus dem Splatter-Fanzine Gory News hervorging. Es erscheint zweimonatlich im DPV-Network-Vertrieb. Das Magazin erscheint in Deutschland, Österreich und der Schweiz. Es ist vorwiegend im Bahnhofsbuchhandel, im Abo und als E-Paper erhältlich.
Die thematischen Schwerpunkte liegen im Bereich Horrorfilme, Phantastischer Film, Science-Fiction-Filme und Thriller. Aber auch Anime, Komödien, Independentfilme bzw. Amateurfilme sind fester Bestandteil des Magazins. Die Zeitschrift enthält Reviews zu aktuellen Kinofilmen und einer Fülle von aktuellen DVD- und Blu-ray-Veröffentlichungen, Interviews und diverse Hintergrundberichte. Für regelmäßige Kolumnen konnten die Regisseure Jörg Buttgereit, Thilo Gosejohann und Dominic Saxl sowie der Filmwissenschaftler Marcus Stiglegger gewonnen werden. Die Hörspielecke wurde von Hennes Bender betreut. Darüber hinaus gibt es Rezensionen zu PC- und Konsolenspielen, Musik, Comics und Büchern.
In der Reihe „Horror, privat“ konnten sich bisher bekannte Persönlichkeiten wie Bela B., Martin Semmelrogge und Mille Petrozza zu dem Thema Horrorfilm äußern.
Die Zeitschrift wird von etwa 70 freiwilligen Mitarbeitern betreut, zur festen Redaktion gehören Yazid Benfeghoul und Germaine Paulus. Andreas Peter tritt als Chefredakteur auf. Herausgeber ist die „Yazid Benfeghoul und Andreas Martin Peter GbR“.
2007 erhielt die Zeitschrift den Saarländischen Staatspreis für Design.

## Rubriken
- Go / No go
- Frischfleisch: Neuigkeiten & Gerüchte
- Im Abseits – Seltene Früchte von Prof.Dr. Marcus Stiglegger
- Hirntot – Die freundliche Rätselecke
- Spieltriebe
- Heimservice
- Televisionen
- Zeichentrix
- Presseschau of Terror
- Herr Buttgereit empfiehlt
- Underdogs
- Wortwechsler
- Hennes Benders Hörsturz (Ausgabe 4 bis 74)